# Chapelle Notre-Dame d'Oudenberg
 (avril 2020).
Si vous disposez d'ouvrages ou d'articles de référence ou si vous connaissez des sites web de qualité traitant du thème abordé ici, merci de compléter l'article en donnant les références utiles à sa vérifiabilité et en les liant à la section « Notes et références ».
La chapelle Notre-Dame d'Oudenberg est une petite chapelle de pèlerinage au sommet de l'Oudenberg, une colline témoin dans la ville belge de Grammont, dans les Ardennes flamandes. La chapelle actuelle date de 1906 et a été conçue dans le style néo-baroque par l'architecte Vandamme. Ils ont remplacé une petite chapelle au XVIIe siècle. Dès 1294, c'était l'emplacement d'une maison d'ermite.

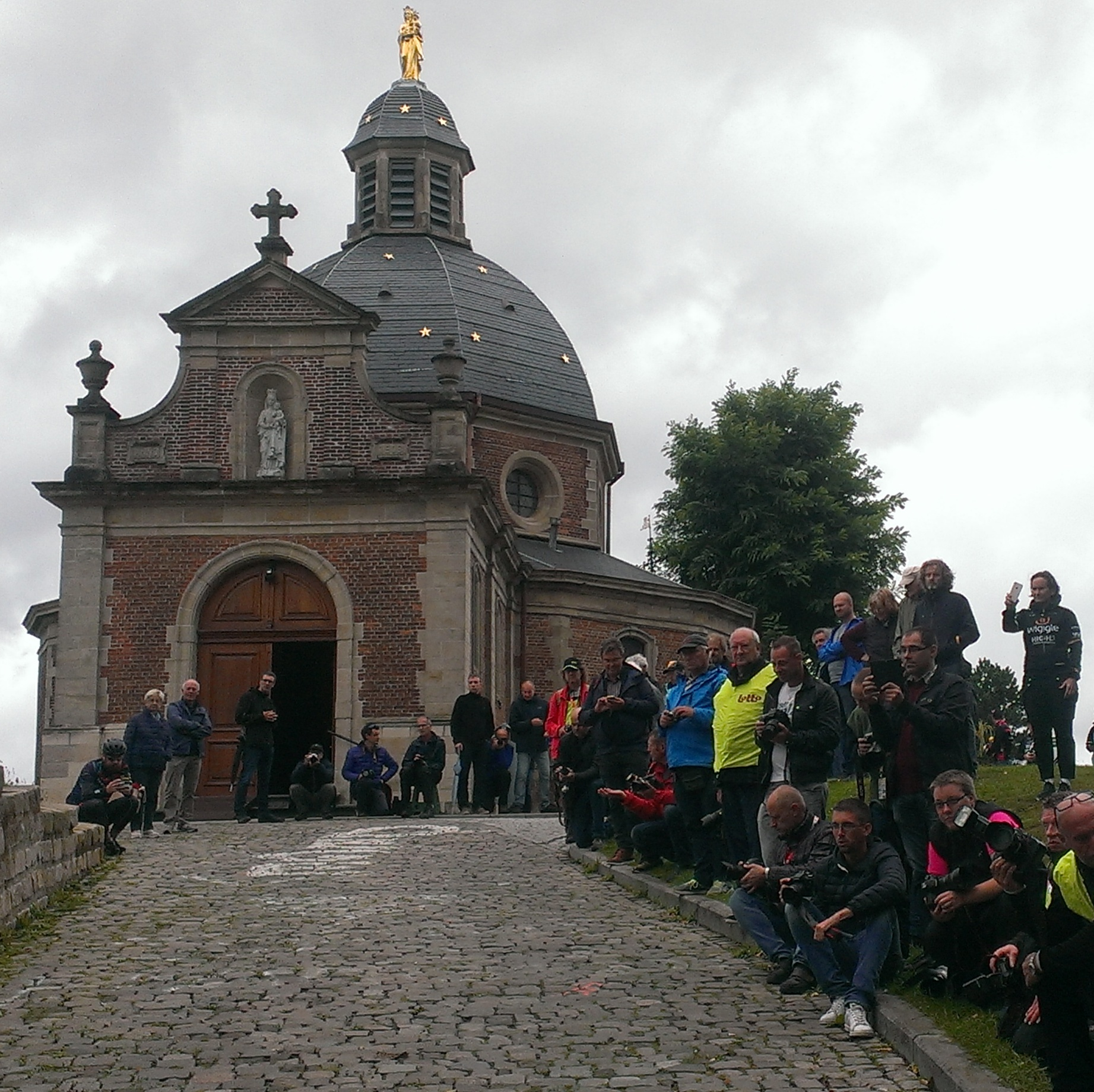
Chapelle Notre-Dame d'Oudenberg

La chapelle en brique est un heptagone inégal, avec trois chapelles latérales et un portail orienté à l'ouest. Dans la chapelle se trouve une statue de Marie de chêne de la première moitié du 17e siècle. Il s'agit d'un vestige de la chapelle précédente.
La chapelle reçoit l'attention des médias à chaque passage d'une course cycliste le long du mur de Grammont.